# أوسكار مينا
أوسكار مينا هو سياسي من سان مارينو، شغل منصب الحاكم مع ماسيمو تشينتشي للفترة 1 أبريل 2009 - 1 أكتوبر 2009 وكذلك للفترة 1 أبريل 2022 - 1 أكتوبر 2022 مع باولو رونديلي.